# Lathyrus amphicarpos
Lathyrus amphicarpos — вид рослин родини бобові (Fabaceae).

## Морфологія
Однорічна трав'яниста гола витка рослина, з метровими стеблами з квітами і фруктами. Листки з однією парою листочків, які 10–30 × 2–7 мм, лінійні або еліптичні, загострені. Квіти 9–12(13) мм. Віночок від червоного до фіолетового або рожевого, стає блідим при сушінні. Стручки 15–25 × 8–9 мм, еліптичні обернено-яйцеподібні, голі, з 3 насінням. Насіння ≈ 5 мм, гладке, з різьбленням.

## Поширення, біологія
Поширення: південь Європи (Піренейський півострів, Італія, Греція, Корсика, Сицилія, Крит і Егейські острови) й північний захід Африки. Населяє більш-менш вологі луки; 70–1050 метрів.
Цвіте і плодоносить у квітні.